# Свержение Меншикова
Свержение Меншикова (Дворцовый переворот 1727 года) — второй дворцовый переворот в истории Российской империи, в результате которого влиятельный временщик и ближайший сподвижник Петра I Александр Данилович Меншиков был лишён всех должностей и сослан в Берёзово.

## Воцарение Петра II
6 мая 1727 года на российский престол вступил малолетний император Пётр II. Меншиков в первое время правления Петра сохранял своё влияние в жизни государства и пользовался благосклонностью молодого представителя династии Романовых. Согласно завещанию Екатерины I, внук Петра I Пётр Алексеевич в 11-летнем возрасте становился российским императором, но при этом, в соответствии с требованиями завещания, ему необходимо было жениться на дочери Меншикова Марии Александровне. Группу влиятельных дворян, способствовавшую возведению Екатерины Алексеевны на престол в 1725 году, напугало, что Меншиков намеревался породниться с царской семьёй. Один из тех, кто воспротивился восхождению Меншикова, был его давний соратник Пётр Андреевич Толстой, который возглавлял следствие по делу царевича Алексея. Также искреннюю обеспокоенность стремлениями Меншикова выразил генерал-полицмейстер Санкт-Петербурга Антон Мануйлович Девиер и обер-прокурор российского сената Григорий Григорьевич Скорняков-Писарев. Так или иначе, Меншиков, сам опытный интриган, предчувствовал, что заговор против него уже начали организовывать, поэтому он отдал своевременный приказ об аресте небольшой группы, в том числе и П. А. Толстого, который был допрошен и заключён под стражу. Екатерина Первая за несколько часов до смерти 6 мая 1727 года поддалась на уговоры Меншикова и из последних сил подписала указ о ссылке обвинённых в заговоре царедворцев в Сибирь.

## Изоляция императора
Регентом при малолетнем императоре был назначен Верховный тайный совет, так что у Меншикова не было никакой официальной должности, которая подкрепляла бы его права на управление государством, однако поначалу, сразу же после воцарения Петра Второго Меншикову принадлежала фактически неограниченная власть при решении ряда вопросов. Александр Данилович Меншиков получил серьёзное влияние над личностью подрастающего императора и вскоре перевёз его в личный дворец на Васильевском острове, где он мог предаваться увеселениям и развлечениям. Поводом для столь быстрого переселения послужило то, что, как отзывался сам Меншиков, императору было неприятно находиться в том дворце, где ещё недавно скончалась императрица Екатерина. Известно, что Меншиков сразу расположил к себе императора-ребёнка, передав в его распоряжение половину его просторных покоев и предоставив в его ведение маленький садовый домик. 4 июня 1727 года Меншиков обручил Петра II со своей дочерью Марией, что вызвало несогласие отдельных царедворцев, однако мало кто осмеливался высказать свой протест. На церемонии обручения присутствовал также первый жених Марии, представитель рода Сапега, который публично оказывал знаки уважения Меншикову и императору. Тогда Мария Александровна получила титул высочества и денежное содержание размером в 34 000 рублей в год.
Часто император, находившийся под очень плотной опекой Меншикова, не имел права видеться или общаться с определёнными людьми и даже зачастую не мог самостоятельно передвигаться без разрешения Меншикова. В воспитатели Петру сперва были отобраны педагоги Маврин и Зейкин, но вскоре Меншиков дал им отставку и перепоручил Остерману процесс воспитания Петра Второго; впоследствии это решение стало для него роковым.
12 мая 1727 года Пётр Второй даровал Меншикову чин генералиссимуса, что обидело зятя Петра герцога Гольштейн-Готторпского, который сам долгое время добивался получения патента на этот чин.

## Ослабление влияния Меншикова на императора
Через какое-то время влияние Меншикова на подрастающего Петра начало ослабевать. Во многом это было связано с тем, что из монастыря была возвращена бабушка Петра II Евдокия Лопухина, первая супруга Петра I, которая, помня, как с помощью Меншикова она была пострижена в монахини, начала настраивать своего внука против временщика. Всё чаще Голицыны и Долгорукие имели возможность встречаться с Петром и настраивать его против Меншикова, но временщик всё же всеми силами пытался оградить императора от своих противников. Однако в июне 1727 года Меншиков заболел и по состоянию здоровья вынужден был временно перестать принимать активное участие в делах государственного управления. В то время, когда Меншиков плохо себя чувствовал и не имел физической возможности воспрепятствовать претворению заговора в жизнь, между собой объединились Андрей Иванович Остерман, цесаревна Елизавета Петровна и все князья Долгорукие, находившиеся в принципиальной оппозиции к Меншикову и его начинаниям. Остерман знал, что юный император проявляет недовольство Меншиковым по причине того, что он не даёт ему много времени для развлечений, заставляет учиться и держит его под контролем, ограничивая его права самодержца. Именно Остерман, бывший близким сподвижником Меншикова, первый начал готовить почву для переворота против него.
Сам Пётр во время лихорадки Меншикова, когда временщик находился буквально на грани жизни и смерти, больше времени стал проводить в компании своей сестры Наталии, а также привязался к своей тёте Елизавете, дочери Петра Великого, которая была близкой подругой Наталии и в свои 17 лет отличалась бойким и пылким характером. Император стал часто ездить с Елизаветой на охоту и на прогулки верхом, совершенно забросив учёбу и сдружившись с князем Иваном Алексеевичем Долгоруковым, который приобщал Петра Алексеевича к развлечениям и увеселениям, фактически занимаясь его нравственным совращением. В таких условиях Пётр II начинал испытывать более стойкую неприязнь к Меншикову, почувствовав отсутствие контроля с его стороны.

## Слухи. Процесс свержения
Заговорщики (в первую очередь Долгоруковы и примыкавший к ним Остерман) планировали воспользоваться личным недовольством Петра Меншиковым. Они оказывали на Петра Второго психоэмоциональное воздействие, постепенно настраивая его против временщика. Вместе с тем ещё раньше недругами Меншикова была предпринята кампания по дискредитации временщика. Таким образом, заговорщики не только настраивали императора против Меншикова, но и формировали общественное мнение, подготавливая его к свержению регента. В частности, среди дворян и гвардейцев активно циркулировали инспирированные кем-то слухи о всевозможных злоупотреблениях Меншикова, а в особенности кем-то была пущена сплетня о якобы существовавшем письме Меншикова к прусскому королю Фридриху Вильгельму I, в котором он просил дать ему взаймы 10 миллионов рублей с предложением вернуть потом вдвое большую сумму при условии, что Меншиков завладеет контролем над российским престолом. Также появились непонятные слухи о том, что Меншиков и герцог Карл Фридрих Гольштейн-Готторпский заставили цесаревну Елизавету подписать завещание вместо матери. Эти слухи распространялись в кругах столичной знати, однако, скорее всего, не имели под собой объективных оснований.

## Ссоры между Меншиковым и Петром II
После того, как Меншиков выздоровел, он обнаружил, что практически окончательно утратил влияние на молодого Петра II. Меншиков обнаружил, что характер императора изменился в худшую сторону и что совершенно забросивший учёбу Пётр Второй предаётся излишествам и праздности. Он попытался исправить дело строгостью, но тем самым ещё сильнее настроил против себя императора. Первая ссора была связана с тем, что цех каменщиков Санкт-Петербурга преподнёс самодержцу в дар 9000 червонцев, а Пётр отослал их Наталии (по другой версии, передарил Елизавете Петровне). Меншиков, недовольный слишком беспечным отношением юного императора к крупным денежным суммам, решил удержать эти средства, так как предполагал, что Елизавета, известная своей расточительностью, сможет быстро промотать эти деньги. Император, узнав о поступке Меншикова, пришёл в гнев и вызвал к себе временщика, в грубой форме отчитав его за «самоуправство». По воспоминаниям очевидцев, раздражённый Пётр воскликнул: «Как вы смели, князь, не допустить моего придворного исполнить моё приказание?». Меншиков, не ожидавший столь гневной реакции, пытался оправдаться, но Пётр топнул ногой и заявил на повышенных тонах: «Я вам покажу, кто из нас двоих император», после чего хотел покинуть помещение, но Меншиков удержал его и уговорил сменить гнев на милость.
Вскоре после первой размолвки последовала вторая, в основе которой также лежал неразрешённый финансовый вопрос. Пётр II потребовал у Меншикова (который нёс ответственность за распределение денежных средств, иными словами, курировал составление государственного бюджета) выдать ему 500 червонцев, чтобы отдать сестре Наталии (или, вероятно, одарить ими свою любимицу Елизавету Петровну). Меншиков, быстро догадавшийся, что деньги предназначаются Елизавете, решил забрать обратно уже выданную сумму, чем спровоцировал новую вспышку гнева императора, но Пётр всё-таки сумел сдержать себя на людях. Через некоторое время завершилось возведение часовни в поместье Меншикова в Ораниенбауме, и временщик намеревался устроить пышное торжество по случаю окончания строительства. Императору первому было выслано приглашение, и тот его принял, однако узнав о том, что Меншиков не захотел видеть Елизавету на праздничной церемонии, также уведомил регента, что не приедет. На следующий день недоброжелатели Меншикова донесли Петру, что временщик занял императорское место во время проведения праздничного богослужения по случаю открытия часовни. Ещё через день Меншиков сам поехал в Петербург, надеясь окончательно помириться с императором, полагая, что тот упрямится из-за юного возраста и что на него будет несложно повлиять, но он недооценил силу своих политических соперников. Пётр II в этот день отправляется на охоту и отказывается принимать своего опекуна. После возвращения с охоты Пётр послал верного ему майора гвардии забрать все личные вещи из дома Меншикова и перевезти их в Летний дворец.

## Переворот. Ссылка семьи Меншикова в Берёзов
По одной из версий, незадолго до окончательной опалы Меншиков решается на хитрый шаг и подаёт Петру прошение об отставке, искренне полагая, что император будет просить его остаться, однако этого не произошло. Наоборот, под влиянием Долгоруких, завладевших личностью Петра, была инициирована особая комиссия по расследованию финансов Меншикова, которая обнаружила ряд серьёзных нарушений. В итоге Меншиков был отстранён от власти бескровным путём.
Фактическим днём дворцового переворота можно считать 7 сентября 1727 года, когда Пётр Второй официально уведомил Верховный тайный совет и гвардию, что только он теперь будет отправлять им указания и предписания. 9 сентября Пётр, находившийся в психологической зависимости от партии противников Меншикова, подписывает указ о его ссылке в собственное имение Раненбург в Рязанской губернии. 11 сентября Меншиков отправился туда под конвоем капитана Пырского со всей своёй семьёй и домочадцами. В пути его хватил удар, и «светлейшего» пришлось перевозить в качалке, привьюченной к двум лошадям.
Всё имущество временщика, включая почти 100 000 душ крепостных, около 14 млн руб. и несколько пудов золота, серебра и бриллиантов, а также города Ораниенбаум, Ямбург, Копорье, Раненбург, Почеп и Батурин, было конфисковано. Наибольшее влияние в Верховном тайном совете приобрели княжеские роды Голицыных и Долгоруковых, отрицательно относившиеся к Меншикову как к выходцу из низов. Регентские полномочия Верховного тайного совета были ликвидированы, а император Пётр II 19 сентября провозгласил себя императором с неограниченными полномочиями и в этот же день публично расторг свою помолвку с дочерью Меншикова — Марией.
В Раненбурге Меншиков пребывал под усиленным воинским надзором, но в относительно комфортных условиях, в течение примерно полугода, пока по именному указу от 4 апреля 1728 года не был окончательно лишён всех чинов и полномочий и отправлен 8 апреля того же года в ссылку в Берёзов. Помимо семьи, его сопровождали десять слуг и 20 солдат конвоя.
Испанский посол герцог де Лириа сообщает, что причиной окончательной ссылки Меншикова были не столько новые результаты расследования его злоупотреблений, сколько попавшее 24 марта 1728 года в руки Петра II подмётное письмо, восхвалявшее и оправдывавшее разжалованного князя и призывавшее юного императора вернуть ему своё расположение, которое за солидную мзду подбросил во дворец духовник царицы Евдокии. Однако более вероятно, что отправить подальше от столицы опального вельможу посоветовали императору введённые 3 февраля 1728 года в состав Верховного тайного совета князья Василий и Алексей Долгорукие. Характерно, что обнародовать официальный манифест о ссылке Меншикова Верховный тайный совет так и не решился, хотя в середине 1728 года даже Меншиков бастион Петропавловской крепости был переименован в бастион Петра II.
Жена Меншикова, любимица Петра I, княгиня Дарья Михайловна, не перенеся унижений и тягостей пути, скончалась в пути (в мае 1728 года в 12 верстах от Казани).
В Берёзове Меншиков собственноручно, с помощью восьми оставшихся у него слуг, построил себе деревенский дом.
Умер он 12 ноября 1729 года в возрасте 56 лет. Н. И. Костомаров, опираясь на свидетельство Манштейна, считал причиной его смерти полнокровие, излечить которое в отдалённом Березове было некому. Вместе с тем, известно, что осенью 1729 года в Сибири началась эпидемия оспы.
Похоронен Меншиков был у алтаря церкви Рождества Богородицы, построенной его собственными руками. Много лет спустя река Северная Сосьва смыла эту могилу.